# United Nations Transitional Authority in Cambodia
Die United Nations Transitional Authority in Cambodia (UNTAC; deutsch Übergangsverwaltung der Vereinten Nationen in Kambodscha), eine UN-Friedensmission, basierte auf der UN-Resolution 745 vom 28. Februar 1992 und fand von Mai 1992 bis November 1993 statt. Hauptaufgabe der UNTAC war die Wiederherstellung einer zivilen und demokratischen Ordnung und die Vorbereitung freier Wahlen.

## Geschichtlicher Rahmen

### Vorgeschichte
Kambodscha war seit den späten 1960er Jahren praktisch durchgehend der Schauplatz kriegerischer, oft äußerst brutal geführter Auseinandersetzungen. Mit den Bombardements durch die USA (1965–1971) im Vietnamkrieg gingen jahrelange innenpolitischen Unruhen und gewaltsame Regierungswechsel einher. Schließlich ergriffen die Roten Khmer die Macht (1975–1979), zerstörten einen Großteil der Infrastruktur, der öffentlichen Verwaltung und Bildungseinrichtungen und ermordeten etwa 1,7 Millionen Kambodschaner – rund ein Viertel der Bevölkerung des Landes. 1979 marschierten vietnamesische Truppen in Kambodscha ein, besiegten die Roten Khmer und übernahmen die Kontrolle über den Großteil des Landes. Die Roten Khmer wurden in den Nordwesten Kambodschas zurückgedrängt, führten von dort aber noch bis in die 1990er Jahre einen Untergrundkrieg gegen die Regierung in Phnom Penh. Darüber hinaus verfügten auch die anderen Parteien des Landes über bewaffnete Milizen. Kambodscha befand sich somit in einem mehr oder weniger permanenten Bürgerkriegszustand, unter dem insbesondere die Zivilbevölkerung zu leiden hatte.

### Erste Hilfestellungen der Vereinten Nationen
Bereits seit den frühen 1980er Jahren waren die Vereinten Nationen um eine Beilegung der kriegerischen Auseinandersetzungen und Hilfe für die Bevölkerung bemüht. Neben Hilfestellungen in Kambodscha selbst, unter Beteiligung der UNICEF (Kinderhilfswerk), des WFP (Welternährungsprogramm) und der FAO (Ernährungs- und Agrarorganisation), waren UNHCR (Flüchtlingshilfe) und UNBRO (United Nations Border Relief Operations) an der kambodschanisch-thailändischen Grenze aktiv.
1988 fand, nicht zuletzt auf Betreiben der Vereinten Nationen, in Jakarta ein erstes Treffen der vier kambodschanischen politischen Parteien statt (die Roten Khmer nahmen nicht teil). 1989 organisierten die Vereinten Nationen in Paris eine weitere Konferenz. Teilnehmer waren, neben den kambodschanischen Parteien, der Sonderbeauftragte der UN, der Generalsekretär Javier Pérez de Cuéllar und Vertreter von 17 Nationen. Vietnam kündigte den Truppenabzug bis zum Ende desselben Jahres an.
Ab Januar 1990 trafen Vertreter der fünf permanenten Mitglieder des UN-Sicherheitsrates (China, Frankreich, die Sowjetunion, die USA und das Vereinigte Königreich) zu mehreren Gesprächen zur Situation in Kambodscha zusammen. Am 28. August konnte der Sicherheitsrat der Vereinten Nationen die Maßnahmen zur politischen Lösung der Konflikte verkünden. Dies war unter anderem auch dadurch möglich geworden, dass der Fall des Eisernen Vorhangs die Gesprächs- und Verhandlungsbereitschaft der in den Konflikt involvierten Groß- wie auch Regionalmächte positiv beeinflusst hatte. Am 10. September nahmen Vertreter der kambodschanischen Parteien (die Roten Khmer nahmen nicht an den Verhandlungen teil) bei einem Treffen in Jakarta den UN-Friedensplan an. Unter Teilnahme einer UN-Friedenstruppe und einer Übergangsphase, in der die Vereinten Nationen die Verwaltung des Landes übernehmen würden, sollten Wahlen vorbereitet, Flüchtlingen die Rückkehr ermöglicht, eine Verfassung formuliert und ein dauerhafter Waffenstillstand etabliert werden. Der Plan wurde sowohl von den Parteien Kambodschas, wie auch von Vietnam akzeptiert und im September im Sicherheitsrat beschlossen. Im November folgte ein Entwurf zur Schaffung einer Übergangsverwaltung, der UNTAC. Anfang 1991 trat, als erster Schritt zu einer friedlichen Lösung, der Waffenstillstand in Kraft.

### Einsatz der UNTAC

Die Flagge Kambodschas während der UN-Verwaltung war an die UN-Flagge angelehnt und zeigte vor himmelblauem Grund die weiße Silhouette des Staatsgebiets und den Landesnamen.

Im Oktober 1991 entsandte die UN eine Vorausmission, die United Nations Advance Mission in Cambodia (UNAMIC), um die Aufrechterhaltung des Waffenstillstandes zu unterstützen. Zur selben Zeit fanden in Paris weitere Verhandlungen statt und am 23. Oktober 1991 unterzeichneten Vertreter der kambodschanischen Parteien die Pariser Friedensverträge (Agreements on the Comprehensive Political Settlement of the Cambodia Conflict), der den Vereinten Nationen eine bis dahin noch nicht dagewesene Rolle verleihen sollte.
Die United Nations Transitional Authority in Cambodia (UNTAC) sollte nicht nur den Waffenstillstand und das Ende der ausländischen Waffenlieferungen nach Kambodscha überwachen. Darüber hinaus gehörten zu den Aufgaben der UNTAC die Entwaffnung aller bewaffneten Kräfte des Landes, eine Reduzierung der Streitkräfte um 70 %, die Kontrolle der Verwaltung (auch der Polizei), die Sicherung der Wahrung der Menschenrechte und nicht zuletzt die Vorbereitung und Überwachung von freien Wahlen.
Im Februar 1992 wurde die Bildung der UNTAC vom UN-Sicherheitsrat beschlossen (UN-Resolution 745); mit dem erklärten Ziel, die Wahlen in Kambodscha im Mai 1993 abzuhalten. Die ab dem 15. März 1992 eintreffenden, aus mehr als 100 Ländern kommenden und bis zu 21.000 Mitglieder der UNTAC bestanden zum Teil aus bewaffneten UN-Friedenstruppen, zum Teil aus zivilen Helfern im Bereich der Menschenrechte und der Verwaltung und rund 3.600 bildeten vorübergehend die Polizei. Während die politischen Parteien sich weitgehend an den Friedensvertrag von Paris hielten und kooperierten, kam es immer wieder zu bewaffneten Auseinandersetzungen mit den verbliebenen Milizen der Roten Khmer, die immer noch einen Teil des Nordwestens des Landes kontrollierten.
Die UNTAC übernahm, wie vereinbart, die Verwaltung des Landes, insbesondere die Auslandsbeziehungen, das Militär, die Polizei, die Finanzen und den Kommunikationssektor. Gleichzeitig befasste sich das UNHCR damit, den rund 360.000 Flüchtlingen und Vertriebenen eine Rückkehr zu ermöglichen.
Am 23. Mai 1993 fanden schließlich, wie geplant, die Wahlen zu einer verfassunggebenden Versammlung statt. Zwar riefen die Roten Khmer zum Boykott auf, aber die Wahlbeteiligung betrug dennoch knapp 90 % (4,2 Millionen). Zur Wahl stellten sich 20 Parteien. Mitarbeiter der UNTAC beaufsichtigten die Eintragung der Kambodschaner in die Wahlregister, den Wahlkampf und die Wahlen selbst. Im September wurde eine neue Verfassung verabschiedet und eine neue Regierung angelobt.
In der Folge beendete die UNTAC ihre Tätigkeit und zog den Großteil ihres Personals ab. Im Land verbleibende Mitarbeiter halfen weiter dabei, die Verwaltungsstrukturen, insbesondere das Rechtssystem, aufzubauen und zu festigen. Besonderes Augenmerk wurde dabei auf die Wahrung der Menschenrechte gelegt.

### Deutsches Kontingent zur UNTAC

#### Bundeswehr

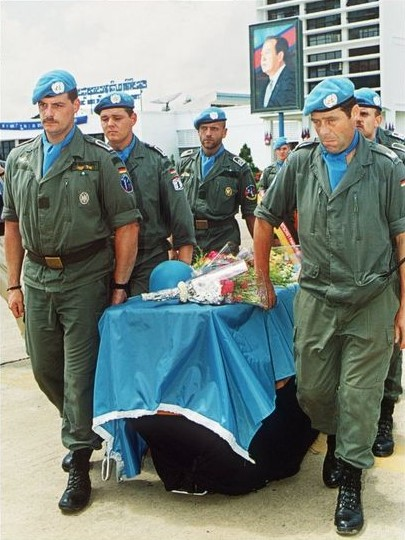
Deutsche UN-Soldaten tragen am 16. Oktober 1993 den Sarg mit dem Leichnam des Gefallenen Alexander Arndt am Flughafen von Phnom Penh zum Überführungsflug nach Deutschland.

Von November 1991 bis März 1992 hatte eine Gruppe von Sanitätsoffizieren und Sanitätsunteroffizieren der Bundeswehr zunächst an der Vorausmission der Vereinten Nationen in Kambodscha UNAMIC (United Nations Advanced Mission in Cambodia) teilgenommen, um das UNAMIC-Personal medizinisch zu betreuen und die sanitätsdienstliche Versorgung der nachfolgenden UNTAC-Mission vorzubereiten.
Am 8. April 1992 beschloss die deutsche Bundesregierung unter Bundeskanzler Helmut Kohl aufgrund einer Bitte des Generalsekretärs der Vereinten Nationen Boutros Boutros-Ghali, diese Folgemission mit dem Betrieb eines 60-Betten-Hospitals zu unterstützen. Die Aufbauten begannen am 22. Mai 1992. Hierfür mussten mehr als 350 Tonnen Material von Deutschland nach Kambodscha transportiert werden, bis das Hospital am 8. Juni 1992 den klinischen Betrieb mit 130 Soldaten unter der Leitung eines Sanitätsstabsoffizieres aufnehmen konnte. Das Deutsche Feldhospital (German Field Hospital) in der Hauptstadt Phnom Penh verfügte über zwei Bettenstationen, eine Isolierstation sowie eine Intensivstation und sieben fachärztliche Abteilungen. Weiterhin betrieb das deutsche Kontingent ein Medical Center in Phnom Penh zur Versorgung des in der Hauptstadt eingesetzten UN-Personals. Die Versorgung der kambodschanischen Bevölkerung – zunächst nur als Ausnahme vorgesehen – wurde zum Schwerpunkt des humanitären Einsatzes der Bundeswehr in Kambodscha. Bereits nach kurzer Zeit wurde das Hospital von der einheimischen Bevölkerung „Haus der Engel“ genannt.
Insgesamt setzte die Bundeswehr während der Mission drei Kontingente mit 448 Soldaten ein. Vom 8. Juni 1992 bis zum Ende der UNTAC-Mission am 30. Oktober 1993 wurden 115.883 ambulante und 3.489 stationäre Behandlungen im Deutschen Feldhospital durchgeführt.
Bei dem UN-Einsatz wurde am 14. Oktober 1993 der 26-jährige deutsche Sanitätsfeldwebel Alexander Arndt in der kambodschanischen Hauptstadt Phnom Penh auf offener Straße von unbekannten Tätern erschossen.

#### Bundesgrenzschutz
Von Seiten des Bundesgrenzschutzes wurden zunächst 12 Beamte des gehobenen und 110 Beamte des mittleren Dienstes gesucht. Von diesen sollten 75 Beamte der heutigen Bundespolizei die 3.600 Mann starke polizeiliche Komponente der UN-Friedensoperation für Kambodscha für geplante 12 Monate unterstützen. Die übrigen Beamten waren als Reserve vorgesehen. Zu den Aufgaben der eingesetzten Beamten gehörte neben der Rückführung und Integration der in meist thailändischen Flüchtlingslagern internierten Menschen aus der Zeit des Pol-Pot-Regimes auch die Entwaffnung der Armee, die Registrierung der wahlberechtigten Bevölkerung, der Schutz des Wahlablaufs und die Ausbildung der kambodschanischen Polizei.

Bilder aus dem Einsatz des Bundesgrenzschutzes
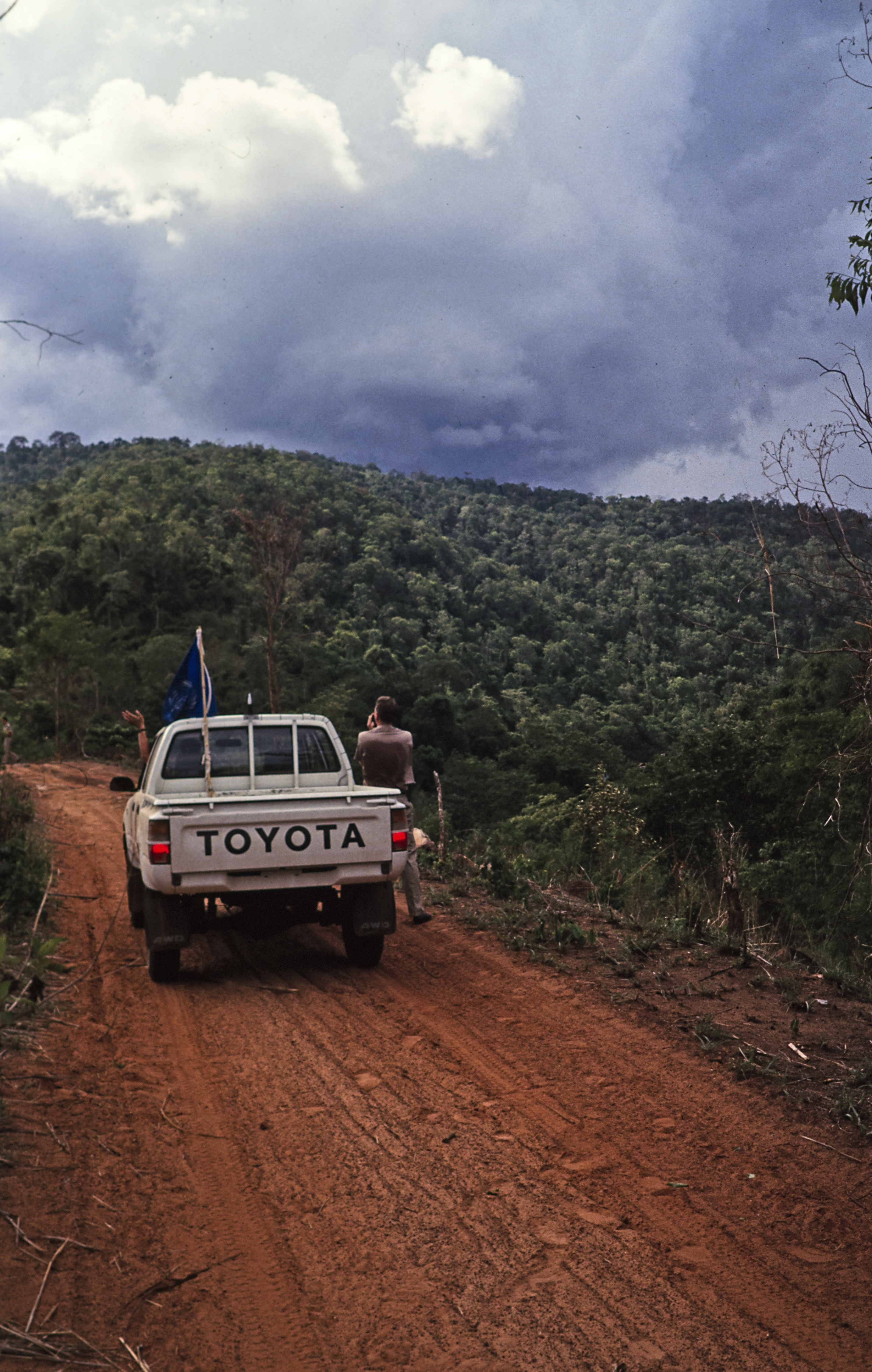
UNTAC-Kambodscha 1
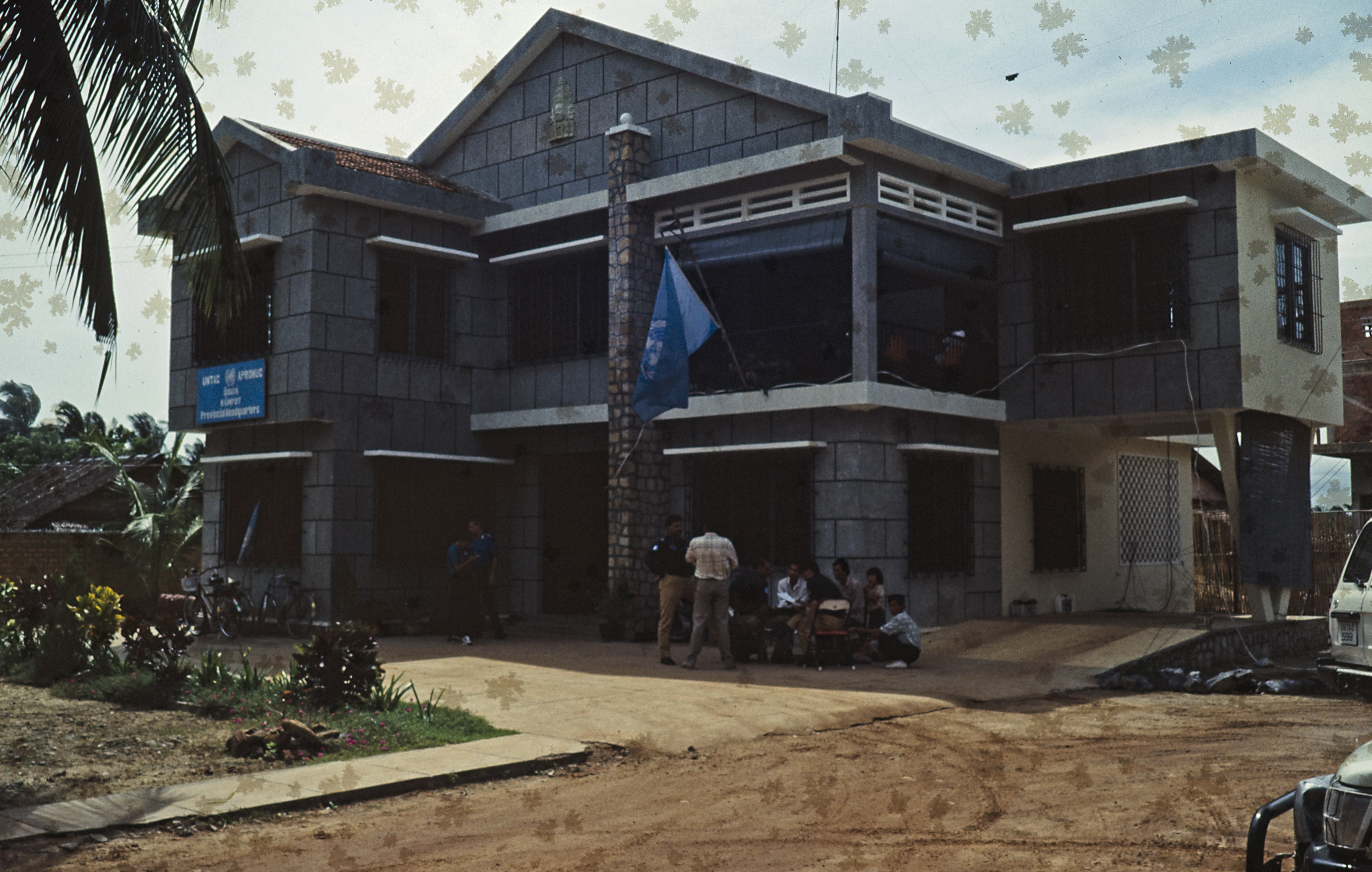
Dienstgebäude der CIVPOL in der Stadt Kampot
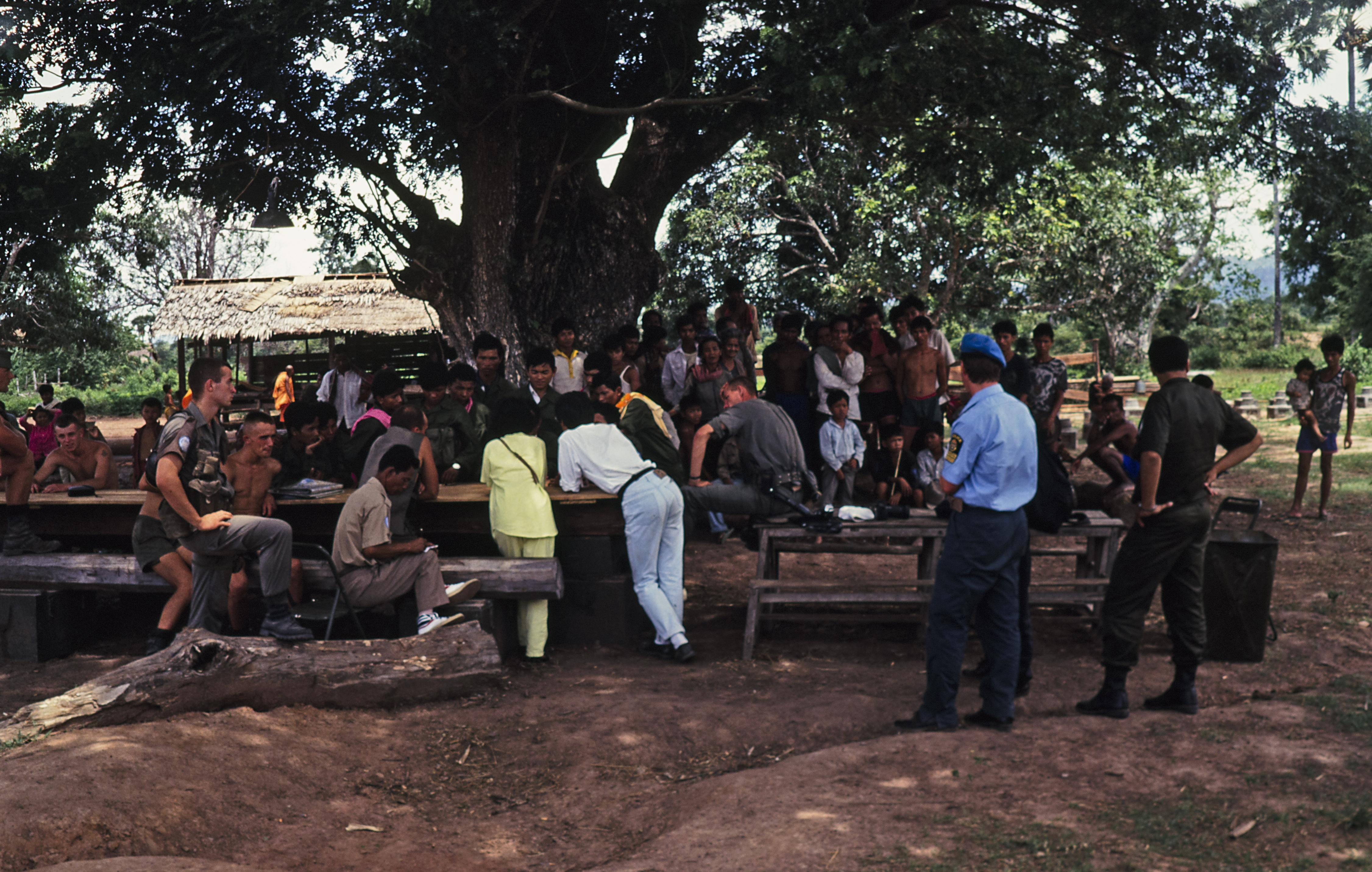
Verhandlungen mit Angehörigen der Khmer-Rouge
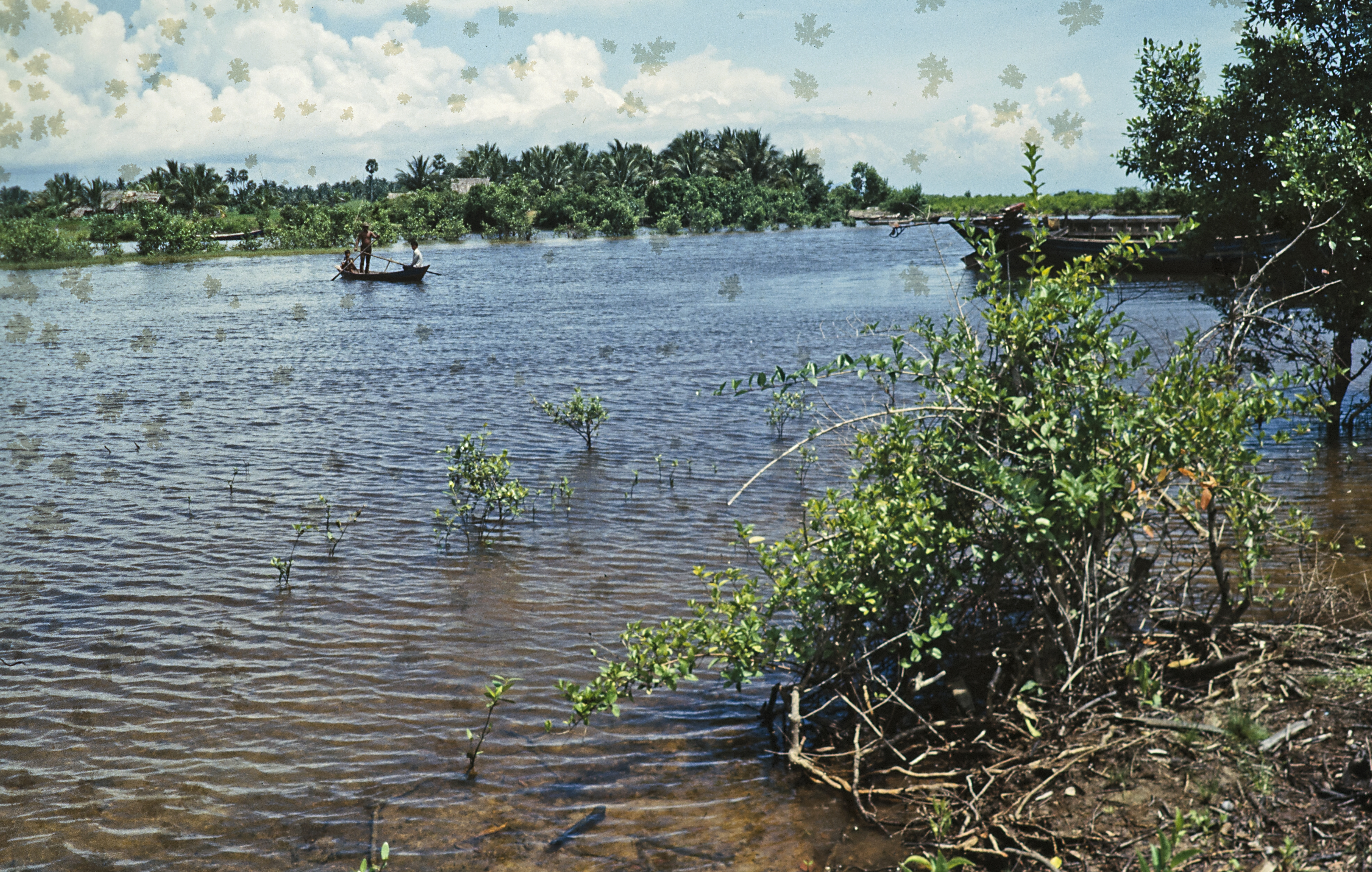
Fluss Preak Tuek Chhu
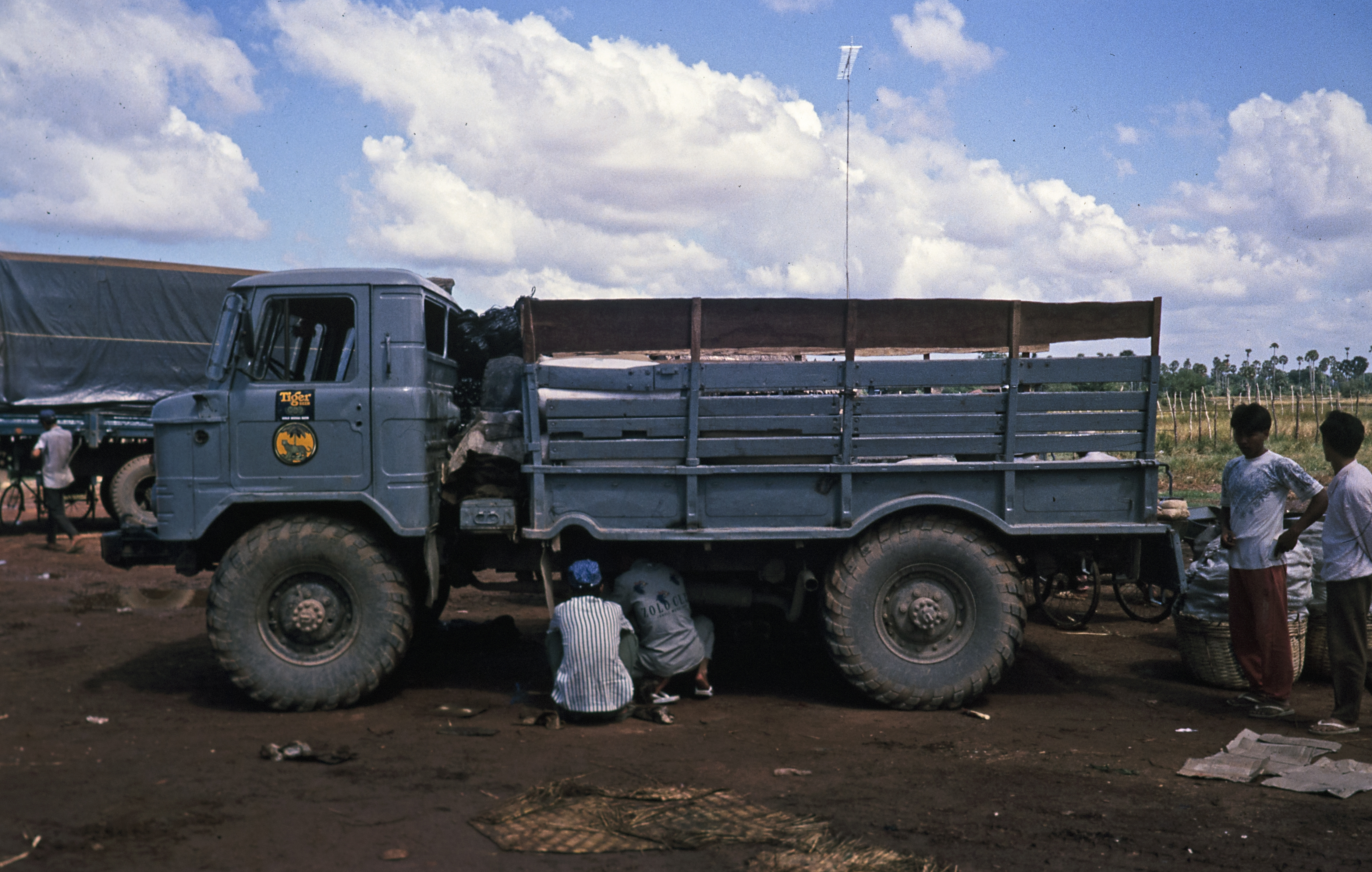
Russischer Lastkraftwagen
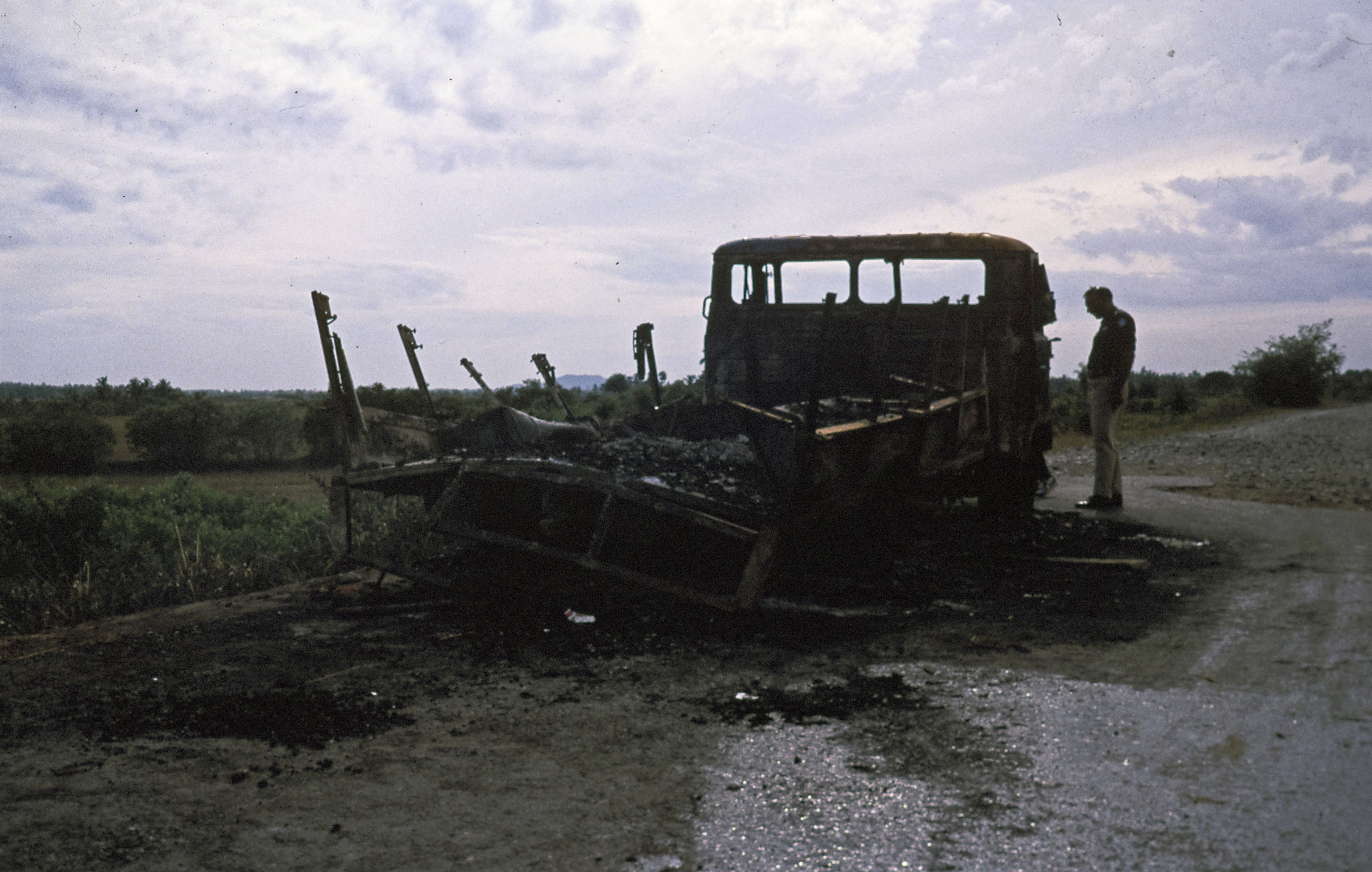
Russischer Lastkraftwagen
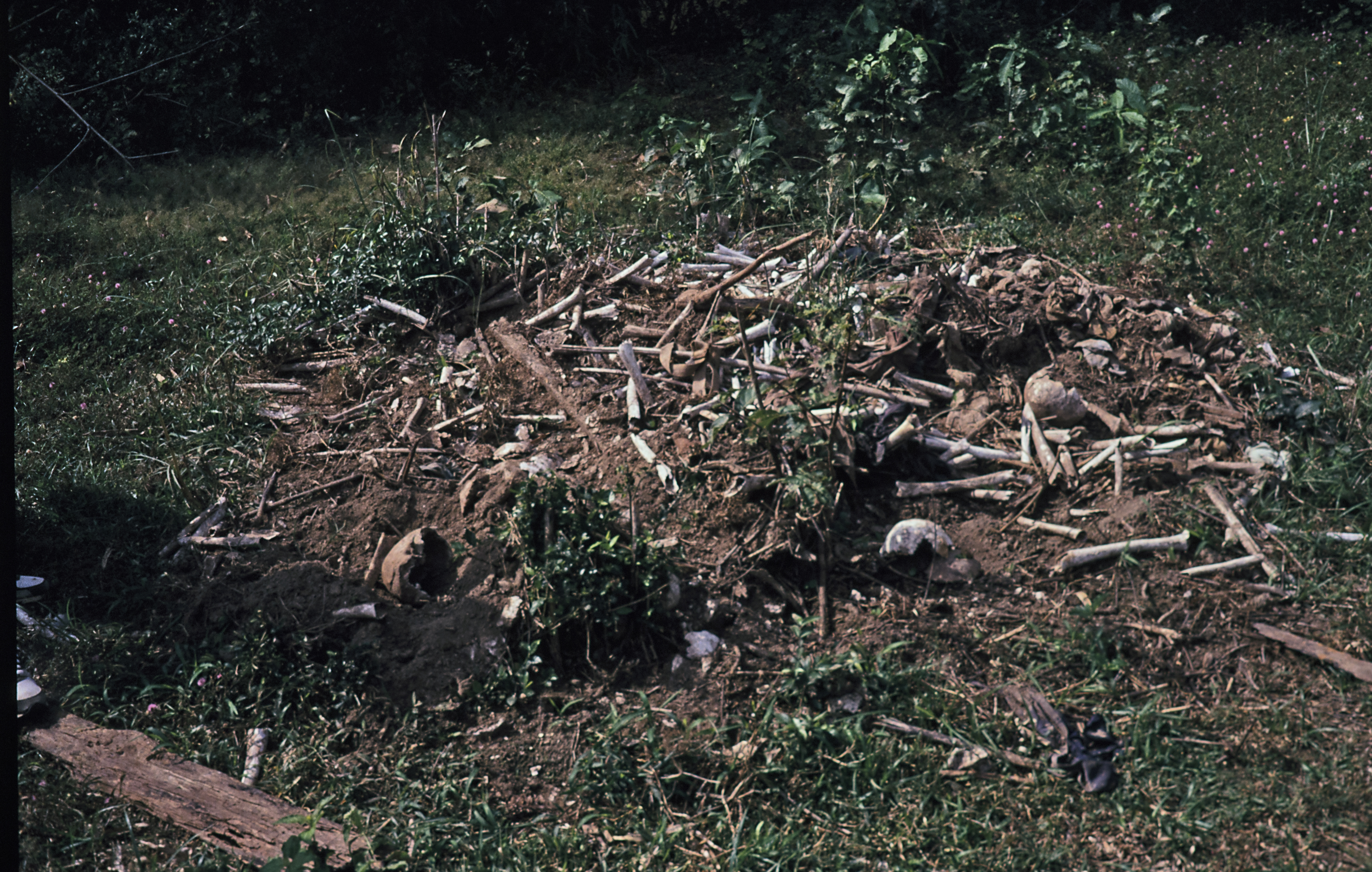
Menschliche Überreste
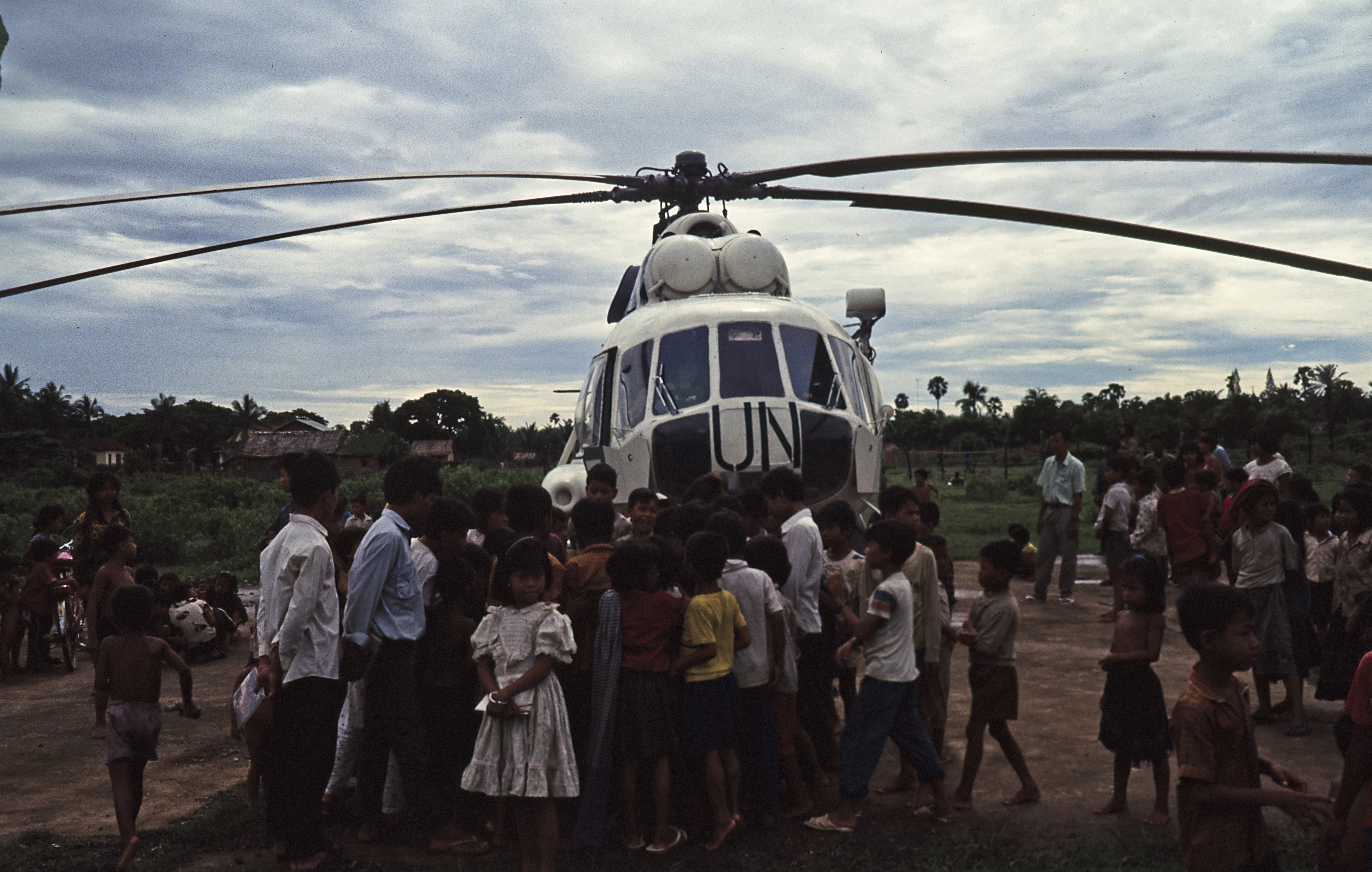
Russischer Versorgungshelikopter, vermutlich Mi8

## Anmerkung
1. ↑  An diesem Tag hielt sich Sanitätsfeldwebel Alexander Arndt zusammen mit einem Kameraden außerhalb des Hospitals in der Stadt auf. Auf dem Rückweg wurde von einem Motorrad aus das Feuer auf das Fahrzeug der Deutschen eröffnet. Der 26-jährige Alexander Arndt wurde von mehreren Kugeln tödlich getroffen. Die Hintergründe der Tat konnten nie ganz aufgeklärt werden. Alexander Arndt war der erste Deutsche, der bei einem Auslandseinsatz der Bundeswehr fiel.